# Лео Бернетт
Лео Бернетт (англ. Leo Burnett; 21 жовтня 1891 — 7 червня 1971) — рекламіст, одна з найбільш креативних особистостей у рекламній індустрії, засновник однойменного рекламного агентства. Він був відповідальним за створення деяких з найвідоміших рекламних персонажів та кампаній 20-го століття, включаючи Тигра Тоні, Людину Мальборо, Ремонтника Майтага, "Літайте у дружньому небі" авіакомпанії United та "Добрі руки" компанії Allstate, а також за налагодження відносин з міжнародними клієнтами, такими як McDonald's, Hallmark та Coca-Cola. У 1999 році Бернетт був названий журналом "Тайм" одним із 100 найвпливовіших людей 20-го століття.

## Біографія
19 століття визнавало силу значення друкованої реклами як для опису продуктів, так і для аргументів на користь придбання. Він відомий як учасник «Креативної революції» 60-х років, нарівні з іншими великими рекламістами, серед яких Девід Огілві, Вільям Бернбах, Мері Уельс. Журнал «Тайм» назвав Бернетта одним зі 100 найвпливовіших людей століття.
Народився в Сент-Джонсі, штат Мічиган у родині Нобеля та Рози Кларк Бернетт. Він мав благородних батьків, його тато керував галантерейним магазином і в молодості він працював у нього. Зростаючи, спостерігав за тим, як батько вигадував оголошення, що мали на меті просування бізнесу. Навчаючись у середній школі, він працював кореспондентом міської та сільської газети (влітку). Після закінчення школи він відправився вивчати журналістику в Університеті Мічигану і отримав ступінь бакалавра в 1914 році. Його першою роботою був репортер у Пеорії, штат Іллінойс. У свій вільний час він написав і опублікував низку оповідань у період між 1915 і 1921 роками. Реалізувавши майбутні можливості зростання в рекламі, він переїхав в Детройт і в 1917 році отримав роботу редактора у видавничому домі для дилерів Cadillac Cadillac, займався копірайтингом. Він успішно йшов до того, щоб зайняти посаду директора з реклами.

### Особисте життя
У 1918 році він одружився з Наомі Геддес, чий батько був газетяр. У шлюбі народилося троє дітей: Пітер, Джозеф і Фібі.

## Післявоєнний період
Під час Першої світової війни він протягом шести місяців служив на флоті. Однак, він ніколи не виходив у море, провівши більшу частину свого часу у Великих озерах за будівництвом хвилеріза та транспортуванням цементу. Після служби у флоті, він повернувся в Cadillac на короткий час. Саме тоді, коли кілька співробітників Cadillac створили компанію LaFayette Motors, він переїхав в Індіанаполіс, штат Індіана, як менеджер з реклами для компанії. В суперечках з компанією, він вирішує прийняти пропозицію Гомера Маккі. Він залишає Лафайєт і йде працювати в компанію Гомера McKee як очільник творчих операцій. Це була його перша робота в агентстві.
Провівши десять років в компанії Маккі, і продовжуючи роботу незважаючи на крах фондового ринку в 1929 році, він вирішує йти далі. У 1930 році він переїхав до Чикаго і був найнятий Erwin, Wasey & Company, де працював віце-президентом і творчим керівником компанії. Він працював там п'ять років, до того як в 1935 році заснував Leo Burnett Company, Inc.

### Смерть
7 червня 1971 він сказав своїм співробітникам, що змушений буде працювати лише три дні на тиждень через проблеми зі здоров'ям, але в той же вечір, у віці 79 років помер від серцевого нападу на своєму сімейному ранчо на Цюріхському озері, штат Іллінойс.

## Компанія Leo Burnett
Його власна фірма, розташована в Чикаго, Leo Burnett, стала 10-м найбільшим рекламним агентством у світі, восьмою за величиною в США, і однією з небагатьох топ-десяти американських агентств зі штаб-квартирою не в Нью-Йорку.
Приватна компанія, створена в 1935 році і офіційно працює під назвою «Leo Burnett Company, Inc», яка є дочірньою компанією Publicis Groupe. Компанія почала з восьми співробітників і трьох клієнтів. Наразі це одна з найбільших мереж агенцій, яка надає різні спеціальні маркетингові послуги і має 85 рекламні агентства повного комплексу послуг в 69 країнах світу.
Штаб-квартира розташована за більш ніж тисячу миль від Манхеттена, чиказька Leo Burnett company створює унікальні рекламні кампанії засновані на традиційних американських цінностях і традиціях. Більшість її клієнтів великі корпорації, вони рекламують все, починаючи від фаст-фуду до сигарет та заморожених продуктів.
До першого десятиліття відкриття своєї компанії Burnett було не тільки виставлено близько 1000000 робіт підприємства, зроблених у перші кілька років. Грошовий обіг становив 10 мільйонів доларів на рік, однак у 1950 зріс більш ніж у два рази до 22 мільйонів доларів і до 1954 року компанія отримувала 55 мільйонів доларів на рік. Компанія просто виросла з цієї точки через Річард Хіта, який купував у більших клієнтів. Завдяки ударному буму телевізійної реклами, в 1950-х роках компанія Бернетт тільки виграли від цього. До кінця 1950-х років, компанія Leo Burnett мала 100 мільйонів доларів щорічно.

### Співробітники
Рекламне агентство працевлаштувало більше 9000 і використовує таланти усіх цих працівників. Компанія Leo Burnett славиться своїм високим рівнем праці. Вона має давню репутацію компанії, що підтримує своїх співробітників відповідно до девізу: «для підтримки співробітників в їх компанії» і згідно з керівником компанії «Нові співробітники мають працювати на своєму першому місці „все життя“ (new staffers are assigned to their first account „for life“)». У компанії звільнення дуже рідкісні.

### Знакові символи компанії

#### Великі чорні олівці
Компанія Leo Burnett відома використанням великих чорних олівців, з думкою, що «великі ідеї приходять з великих олівців».

#### Яблука
Яблука стали символом для компанії Leo Burnett з тих пір, як Лео Бернетт поставив миску яблук на ресепшн, коли він відкрив свої двері в середині Великої депресії. Відкриття в середині Великої депресії викликало багато розмов, і люди сказали, що пройде небагато часу, перш ніж Leo Burnett буде продавати яблука на вулиці. Яблука продовжують залишатися символом гостинності Leo Burnett і успіху протягом багатьох років.

#### Зірки
Зірки стали ще одним знаковим символом Leo Burnett філософії Лео Бернетта: «Коли ви прагнете зірок ви можете не отримати жодної, але натомість, ви не повернетесь зі жменю бруду». Вони як і раніше представляють у цьому прагнення до величі у всіх своїх роботах.
Leo Burnett використовують елементи драматичного реалізму в рекламі, м'який підхід для створення бренду. Burnett вірив в пошуку притаманних для продуктів драм і представлення їх в рекламі за допомогою тепла, загальними емоціями і переживаннями. Вони використовують прості, сильні і інстинктивні образи, які розмовляли з людьми. Агентство також відоме за використання культурних архетипів, створення міфічних істот, які представляли американські цінності. Це видно по таких кампаніях як Jolly Green Giant, Тоні Тигр, ковбой Мальборо.

### Шаблонна мова
Лео Бернетт був відомий своєю звичкою зберігати в лівому нижньому куті столу теку під назвою «Банальна мова». Він збирав слова, фрази, і аналогії, що вразили його як особливо підходящі для вираження ідеї.

### Творчий процес
Його творчий процес можна звести до трьох пунктів
1. Існує невід'ємна драма в кожному продукті. Наша робота № 1, відкопати це, і заробити на цьому.
2. Коли ви прагнете до зірок, ви можете не отримати однієї, але точно не прийдете з жменькою або брудом.
3. Працюй над своєю темою, працюй як у пеклі, і кохай, поважай і прислухайся з передчуттями.